# Митчелл (округ, Техас)
Округ Митчелл (англ. Mitchell county) — округ штата Техас Соединённых Штатов Америки. На 2000 год в нем проживало 9698 человек. По оценке бюро переписи населения США в 2009 году население округа составляло 9347 человек. Окружным центром является город Колорадо-Сити.

## История
Округ Митчелл был сформирован в 1876 году. Он был назван в честь Аса Митчела и Эли Митчела, солдат техасской революции.

## География
По данным бюро переписи населения США площадь округа Митчелл составляет 2372 км², из которых 2357 км² — суша, а 15 км² — водная поверхность (0,64 %).

### Основные шоссе
- Федеральная автострада 20
- Автострада 163
- Автострада 208
- Автострада 350

### Соседние округа
- Скарри  (север)
- Нолан  (восток)
- Кок  (юго-восток)
- Стерлинг  (юг)
- Хауард  (запад)
- Борден  (северо-запад)